# Cold War – Der Breitengrad der Liebe
Cold War – Der Breitengrad der Liebe (Originaltitel: Zimna wojna) ist ein romantisches, musikalisches Filmdrama von Paweł Pawlikowski, das im Mai 2018 im Rahmen des internationalen Wettbewerbs der Internationalen Filmfestspiele von Cannes seine Premiere feierte. In dem Film wird eine Liebesgeschichte zwischen dem Pianisten Wiktor und der Sängerin Zula, die im Nachkriegspolen beginnt, über einen Zeitraum von etwa 15 Jahren gespannt.
Im Rahmen der Oscarverleihung 2019 erhielt der Film insgesamt drei Nominierungen, darunter als bester fremdsprachiger Film. Im Rahmen des Polnischen Filmpreises erhielt der Film 13 Nominierungen und wurde in sieben Kategorien ausgezeichnet, unter anderem Joanna Kulig für ihre Darstellung von Zula Lichon als beste Hauptdarstellerin.

## Handlung
Vier Jahre nach Ende des Zweiten Weltkriegs wird in Polen, auf Beschluss der sozialistischen Regierung, das Folklore-Ensemble Mazurek gegründet. Es soll sich der Pflege polnischer Volkslieder und -tänze widmen und später mit ihnen im In- und Ausland auftreten. Wiktor und Irena, die als Lehrkräfte des Ensembles vorgesehen sind, fahren in Begleitung ihres Vorgesetzten Kaczmarek übers Land, um Lieder und Tänze ausfindig zu machen, die sich für ihr zukünftiges Repertoire eignen. Anschließend wählen sie unter den Bewerbern – jungen Leuten, die aus einfachen Verhältnissen stammen – die talentiertesten aus. Eine der Kandidatinnen, Zula, elektrisiert Wiktor vom ersten Moment an. Irena warnt ihn vor ihr; sie habe ihren Vater umgebracht und sei nur auf Bewährung frei. Während einer Einzelstunde von Wiktor danach befragt, erklärt Zula, sie habe sich gegen einen Missbrauchsversuch ihres Vaters mit einem Messer gewehrt, er habe aber überlebt. Später, als sie und Wiktor, mehr oder weniger heimlich, bereits ein Paar sind, gesteht sie ihm, dass sie ihn im Auftrag des Leiters des Ensembles Kaczmarek bespitzelt.
Nach zweijähriger Ausbildungszeit hat Mazurek seinen ersten Auftritt vor großem Publikum, darunter auch Polens Politprominenz. Er wird ein voller Erfolg. Kaczmarek ist berührt und dankt den Lehrern. Bald darauf fällt er jedoch Irena in den Rücken, die sich gegen den Versuch wehrt, das Ensemble zu instrumentalisieren: Die Partei wünscht, dass das Repertoire durch propagandistische Lieder, wie solchen zum Lobe Stalins, erweitert werden soll. Wiktor schweigt dazu und lenkt ein. Er sucht nach einem anderen Ausweg. 1952 tritt Mazurek bei den Weltjugendspielen in Ost-Berlin auf, und Wiktor überredet Zula, diese Gelegenheit zu nutzen, um mit ihm in den Westen zu fliehen. Als sie jedoch am vereinbarten Treffpunkt nicht erscheint, setzt er sich allein ab.
Es dauert bis 1954, bevor sich beide in Paris wiedersehen, wo Zula mit Mazurek gastiert. Wiktor hat sich dort als Pianist in einer Jazzband etabliert, für die er auch komponiert und arrangiert. Beide versichern sich gegenseitig, in einer Beziehung zu leben, doch es ist offensichtlich, dass ihre Liebe zueinander noch immer brennt. Auf Wiktors Frage, warum sie nicht mit ihm mitgekommen sei, erklärt Zula, sie habe geglaubt, für den Westen nicht gut genug zu sein, und kontert mit der Feststellung, sie allein wäre nicht geflohen. Ein Jahr später, bei einem Gastspiel in Jugoslawien, entdeckt sie Wiktor völlig unerwartet im Publikum. Die jugoslawischen Sicherheitsbehörden verhindern jedoch eine Begegnung beider.

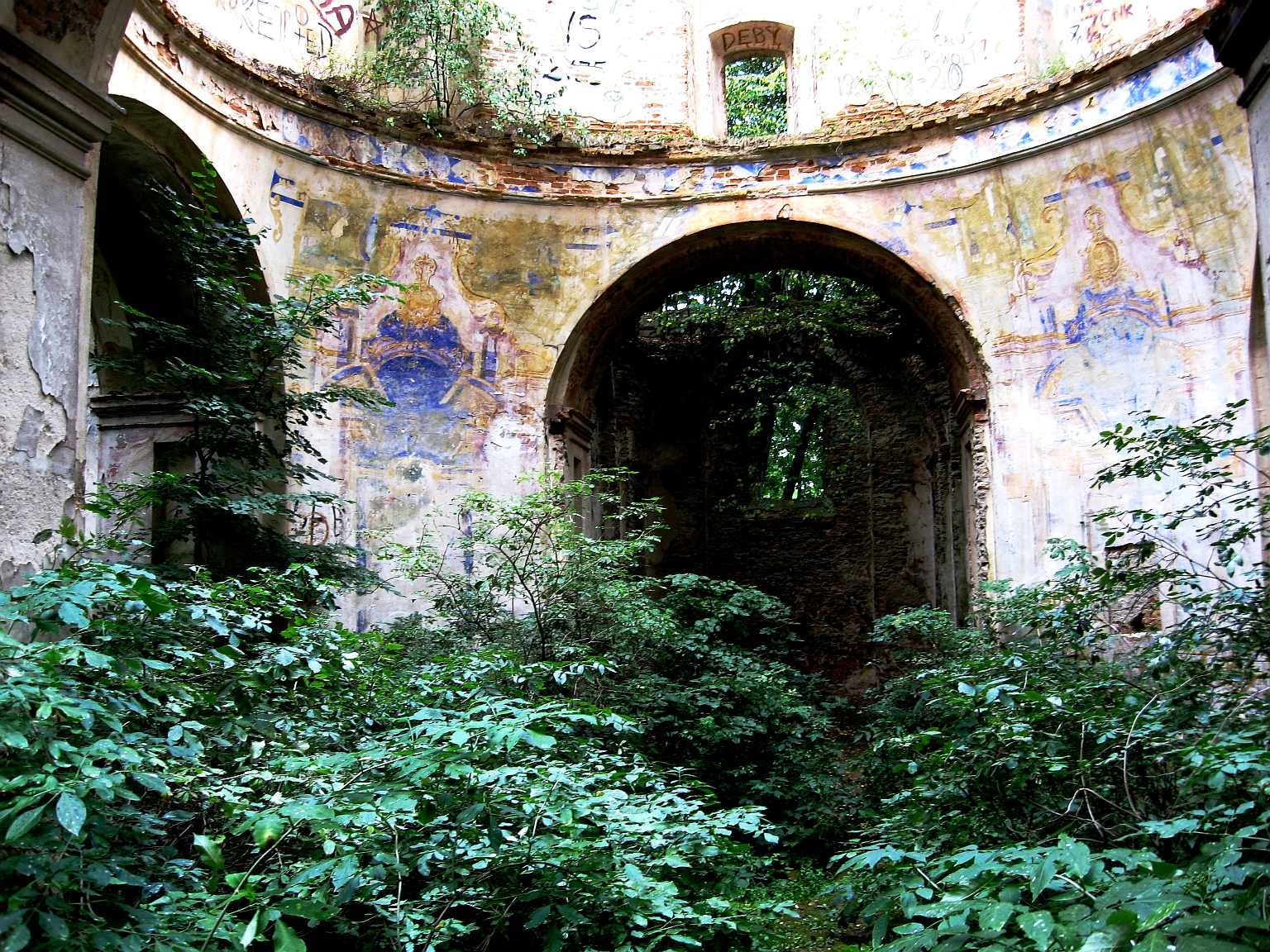
Wiktor und Zula legen in einer verfallenen Kirche ein Ehegelübde ab. Gedreht wurde die Szene in dem Dorf Kniazie bei Lubycza Królewska.

Weitere zwei Jahre danach, 1957, steht Zula ebenso plötzlich in der Tür des Studios, in dem Wiktor gerade Filmmusik einspielt. Sie hat einen Italiener geheiratet, um legal nach Paris zu kommen – und mit Wiktor zusammenzuleben. Mit seiner Hilfe beginnt sie eine verheißungsvolle Karriere als Chansonsängerin. Die alten polnischen Volkslieder, die beide aus ihrer Zeit mit Mazurek kennen – darunter auch jenes von den „zwei Herzen und vier Augen, die nicht zueinanderfinden“ –, interpretiert sie nun, begleitet von seiner Band, ganz neu. Wiktor genügt das noch nicht. Zula soll die Lieder auch auf Französisch singen, doch sie sperrt sich; die Übertragungen aus der Feder seiner früheren Geliebten, der Lyrikerin Juliette, missfallen ihr. Die dennoch entstehende Platte nennt sie einen „Bastard“. Sie lehnt auch ab, dass Wiktor aus ihrer polnischen Vergangenheit Kapital zu schlagen versucht, um ihr ein verkaufsförderndes Image zu verschaffen. Als schließlich ein Streit zwischen beiden eskaliert, rutscht ihm die Hand aus. Ohne Abschied kehrt Zula nach Polen zurück.
Wiktor will ihr nachfolgen. Die polnische Botschaft verlangt von ihm, dass er dafür zunächst als Spion arbeiten müsste. So versucht er es auf illegalem Weg und wird als Grenzverletzer und wegen Spionage zu 15 Jahren Haft verurteilt. Als Zula ihn 1959 in einem Straflager besucht, verspricht sie, auf ihn zu warten und dafür zu sorgen, dass er früher freikommt. Nach fünf Jahren gelingt ihr das tatsächlich, wenn auch nur mit Hilfe von Kaczmarek, den sie geheiratet hat und mit dem sie einen gemeinsamen Sohn hat. Wiktor und Zula begegnen sich als ehemaliger Pianist mit verstümmelter Hand und einer dem Alkohol verfallenen Estradensängerin. Verzweifelt bittet Zula Wiktor, sie aus ihrem Leben zu befreien. Zu zweit begeben sie sich zu der verfallenen orthodoxen Kirche, an der Wiktor, Irena und Kaczmarek viele Jahre zuvor eine kurze Pause während ihrer Fahrt übers Land einlegten. Zula und Wiktor legen dort ein Ehegelübde ab. Sie nehmen anschließend eine Überdosis Schlaftabletten und warten gemeinsam auf einer Bank auf deren Wirkung.

## Produktion

### Stab und Biografisches
Regie führte Paweł Pawlikowski, dessen Film Ida 2015 bereits mit dem Oscar als Bester fremdsprachiger Film ausgezeichnet worden war. Gemeinsam mit Janusz Głowacki verfasste er auch das Drehbuch zu Cold War. Pawlikowski widmete den Film seinen inzwischen verstorbenen Eltern. Die beiden Protagonisten tragen ihre Vornamen.

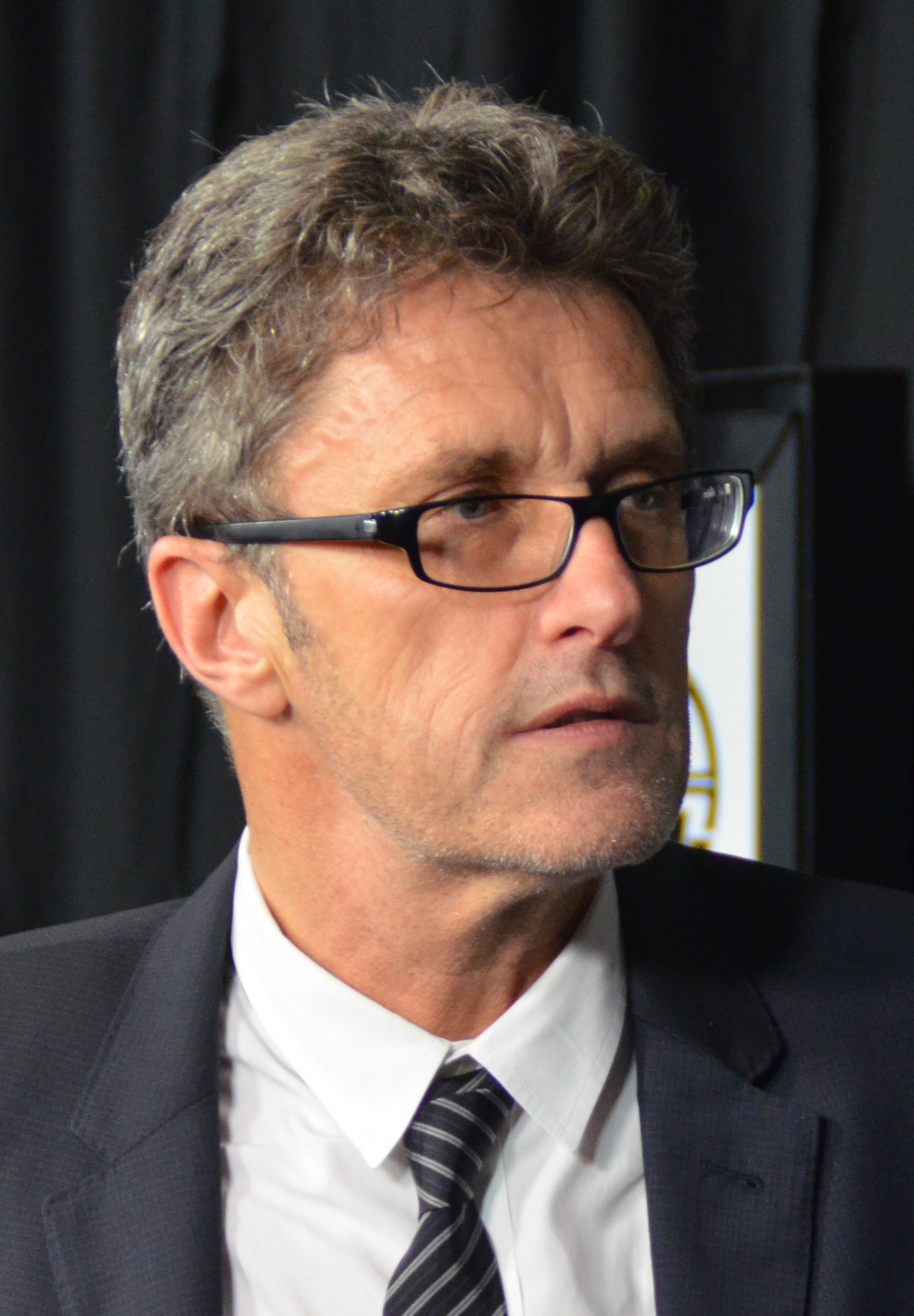
Regie führte Paweł Pawlikowski

Hannah Lühmann von Welt Online erklärt, der Regisseur habe nicht nur diesen ein Denkmal gesetzt, sondern die Geschichte von Wiktor und Zula auch um historische Tatsachen herumkomponiert. So habe es das Mazowsze-Ensemble wirklich gegeben. Pawlikowski ist selbst im Alter von 14 Jahren mit seiner Mutter nach Großbritannien ausgewandert, und erst im Alter von 55 Jahren hat er mit Ida seinen ersten polnischen Film gedreht. Gegenüber Zeit Online erklärte der Regisseur, er arbeite und lebe wieder in Polen, weil Filme in Großbritannien brav diskutiert würden, in Polen habe die Kunst hingegen wieder einen gewaltigen Stellenwert.
Im Gespräch mit Susanne Burg von Deutschlandfunk Kultur erklärte Pawlikowski: „Ich habe mein Leben lang im Schatten meiner Eltern und ihrer komplizierten Liebesgeschichte gelebt. Sie waren wunderbare Menschen, aber keine guten Eltern. [...] Zu ihren Lebzeiten fand ich es nur anstrengend. Aber nachdem sie 1989 gestorben waren – kurz bevor die Mauer fiel und der Kalte Krieg zu Ende ging – da hat sich das alles für mich geändert. Ich fand sie faszinierend, zwei sehr starke Persönlichkeiten aus sehr unterschiedlichen Familien. Ihre Beziehung war schlimm, aber auch unzerstörbar. Das ist doch die Matrix für eine Liebesgeschichte.“ Lange habe er allerdings gedacht, dass er darüber keinen Film machen könne, weil er deren Beziehung teilweise zu zerstörerisch und zu chaotisch empfand, da sie sich zu häufig getrennt haben und wieder zusammengekommen sind, was aus dramaturgischer Sicht keinen Sinn ergeben hätte, so Pawlikowski. Daher entschloss er sich einen Schritt zurückzutreten, die Charaktere teilweise neu zu erfinden und das Thema Musik hinzuzufügen.

### Filmmusik, Besetzung und Synchronisation
Über die Verwendung von Musik im Film sagte Pawlikowski: „Musik ist der Klebstoff, der den Film zusammenhält. So kommen sie zusammen, in der Szene, in der er die Tonleiter mit ihr übt und am Ende I love you Porgy spielt. Eine Verführungsszene, die über die Musik funktioniert.“ Musik sei ein ständiger Spiegel dessen, wo sie in ihrer Beziehung stehen, so der Regisseur. Musik sei der Schlüssel und die dritte Figur in der Beziehung, bringe die beiden zusammen, auseinander, wieder zusammen und wieder auseinander. Auch für Maja Ellmenreich vom Deutschlandfunk spielt die Musik neben Zula und Wiktor, die dritte Hauptfigur: „Sie ist zugleich Kommunikationsmittel und Gradmesser für die Anpassungsbereitschaft der Protagonisten.“
Zu dem im Film in unterschiedlichen Versionen verwendeten Volkslied Dwa serduszka, cztery oczy (auf Deutsch: „Zwei Herzen, vier Augen“) bemerkt Adam Soboczynski von Zeit Online, dieses werde bäuerlich burlesk, sozialistisch pathetisch, aber auch in einer herrlich entrückten, schwebenden Jazzfassung gespielt, was sehr folgerichtig sei.
Dwa serduszka wurde hierfür von Marcin Masecki in einer Jazz-Version arrangiert. Der Text der französischen Version Deux coeurs stammt von John Banzaï. Die ursprüngliche Version wurde von Tadeusz Sygietyński (Musik) und Mira Zimińska-Sygietyńska (Textarrangement) verfasst. Sie wird im Film vom Folklore-Ensemble Mazowsze vorgetragen. Das fiktive Ensemble Mazurek lehnt sich vom Namen, der Entstehungsgeschichte und Repertoire her an das Ensemble Mazowsze an. Die Hauptdarstellerin Joanna Kulig probte ein halbes Jahr lang gemeinsam mit dem Ensemble Mazowsze Gesang und Tanz.
Ebenfalls im Film verwendet wurden traditionelle Stücke der polnischen Volksmusik wie Oj dana moja dana nie wyjdę za Pana, Nie bede ja piła und Marsz Haiczek, aber auch das serbische Volkslied Svilen konac. Neben George Gershwins I Loves You, Porgy wurden auch dessen Musikstücke I’ve Got a Crush on You  und The Man I Love verwendet, die ebenfalls von Masecki arrangiert wurden. Ein weiteres Stück ist Frédéric Chopins Fantaisie-Impromptu. Des Weiteren zu hören sind Blue Moon in einer Version von Ella Fitzgerald und 24 Mila Baci von Adriano Celentano. Weitere Lieder, die im Film verwendet wurden, sind Как много девушек хороших (Es gibt so viele schöne Mädchen) von Isaak Dunajewski und Wassili Lebedew-Kumatsch, Katjuscha von Matwei Blanter und Michail Issakowski und Die Stalin-Kantate von Alexander Alexandrow. Für den Film verwendete man zudem Die Internationale von Pierre Degeyter, die ebenfalls von Masecki arrangiert wurde. Als Wiktor und Zula am Ende des Films ihr Eheversprechen ablegen, erklingen Johann Sebastian Bachs Goldberg-Variationen. Stella Donata Haag schreibt im Tagesspiegel, die alten Melodien würden so über die Jahre immer wieder variiert, sei es für den Jazz, den Wiktor im Club spielt, für die Stille beim Sex oder für den Rock ’n’ Roll, den Zula mit einem wilden Tanz auf dem Tresen feiert.
Im Dezember 2018 veröffentlichte Milan Records einen Soundtrack, der drei Musikstücke umfasst, darunter neben Dwa Serduszka auch die französische Version des Liedes.
Neben Tomasz Kot und Joanna Kulig, die in den Hauptrollen den Pianisten Wiktor Warski und die von ihm entdeckte Zula Lichon verkörpern und beide auch selbst Klavier spielen und singen, sind im Film Borys Szyc als Lech Kaczmarek, dem Leiter des Ensembles, und Agata Kulesza in der Rolle von Wiktors Kollegin Irena Bielecka zu sehen.
Die deutsche Synchronisation entstand nach einem Dialogbuch und der Dialogregie von Heike Kospach im Auftrag der TaunusFilm Synchron GmbH, Berlin. Florian Clyde leiht in der deutschen Fassung Wiktor seine Stimme.

### Dreharbeiten, Filmschnitt und Veröffentlichung
Die Dreharbeiten fanden unter anderem in Lódz statt. Die Szene, in der Wiktor und Zula sich in einer verfallenen Kirche selbst verheiraten, wurde in einer Kirche in dem Dorf Kniaźie bei Lubycza Królewska an der Grenze zur Ukraine gedreht. Als Kameramann fungierte Łukasz Żal, der den Film in Schwarz-Weiß und in einem fast quadratischen Format mit scharfen Kontrasten drehte. Bei der Vorbereitung des Films nutzte Pawlikowski zeitgenössische Fotografien: „Polen war so. Auf dem Land gab es kaum Elektrizität, und Paris war die city of lights. Ich folge also weniger filmischen Vorbildern als der Logik der Zeit.“ Filmeditor Jarosław Kamiński rhythmisierte den Film durch Schwarzfilm-Pausen. Zu dem Ergebnis sagt Dieter Oßwald von der Arbeitsgemeinschaft Kino: „Mit Spiegeln oder Schatten entwickelt der Regisseur visuelle Ideen voll verspielter Raffinesse, um deren unangestrengte Leichtigkeit ihn jeder koksnasige Parfüm-Werbefilmer beneiden dürfte.“ Die wunderschönen Bilder in kristallklarem Schwarz-Weiß erzielten im strengen 4:3 „Academy“-Filmbild eine ganz besondere Wirkung, so Oßwald weiter.

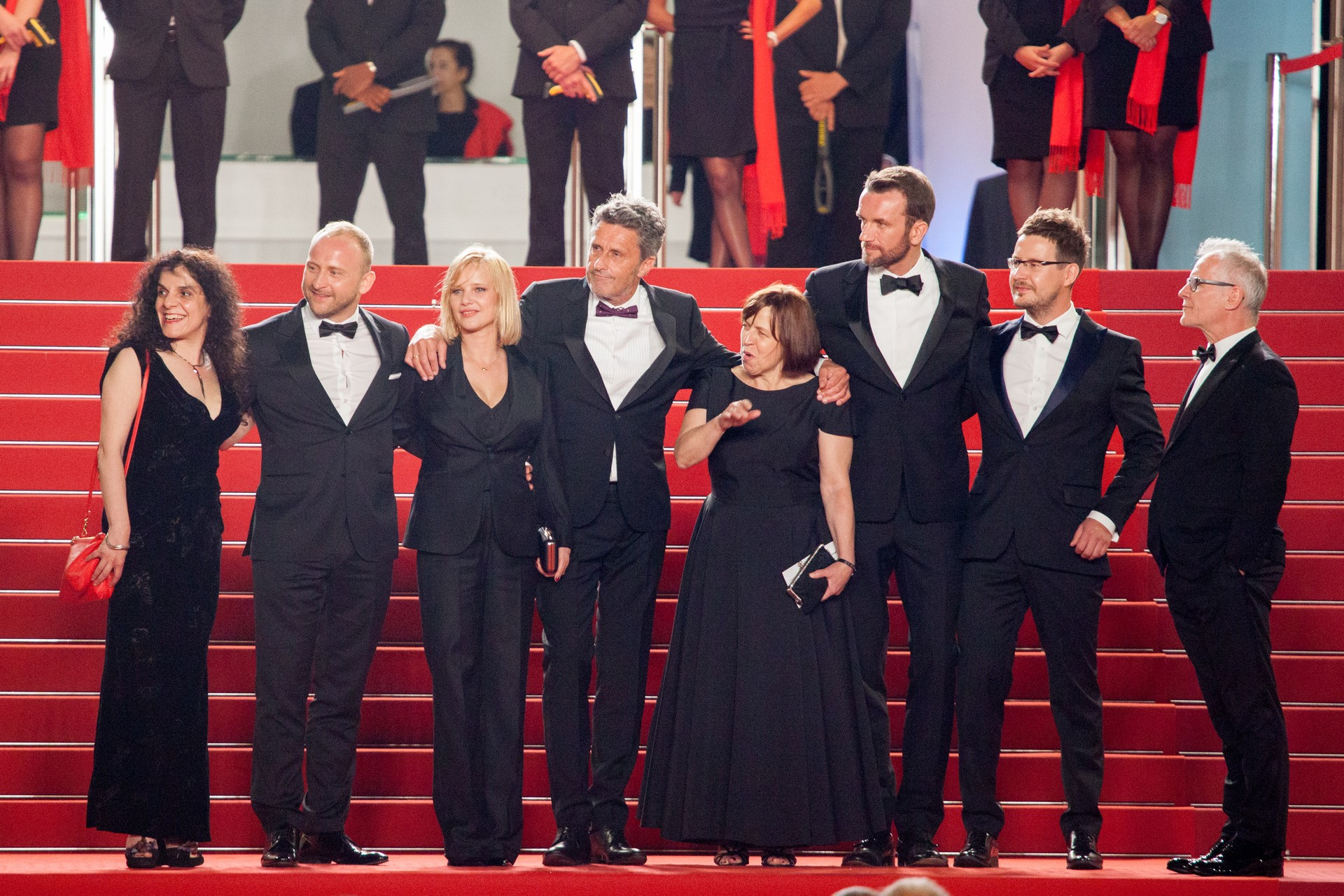
Crew und Cast im Mai 2018 bei der Premiere bei den Internationalen Filmfestspiele von Cannes

Der Film feierte im Mai 2018 im Rahmen des internationalen Wettbewerbs der Internationalen Filmfestspiele von Cannes seine Premiere. Im Oktober 2018 wurde er im Rahmen des Zurich Film Festivals und des Film Festival Cologne erstmals in der Schweiz und in Deutschland gezeigt. Am 22. November 2018 kam er in die deutschen Kinos. Trotz einer angedeuteten Selbstmordszene am Ende des Films wurde er in Deutschland von FSK ab 12 Jahren freigegeben. Am 21. Dezember 2018 kam der Film in ausgewählte US-amerikanische Kinos. Dort erhielt der Film von der MPAA ein R-Rating, was einer Freigabe ab 17 Jahren entspricht.

## Rezeption

### Kritiken und Einspielergebnis
Der Film konnte bislang 92 Prozent aller Kritiker bei Rotten Tomatoes überzeugen und erhielt hierbei eine durchschnittliche Bewertung von 8,3 der möglichen 10 Punkte.
Jörg Taszman von Deutschlandfunk Kultur schreibt, wie schon in Ida besteche Paweł Pawlikowski formal und inhaltlich, und sein Kino sei ebenso latent emotional, sinnlich, wie raffiniert kühl, voller Schönheit und Trauer und melancholisch, ohne nostalgisch zu sein. Dies liege auch an den beiden so exzellenten und charismatischen Darstellern Tomasz Kot und Joanna Kulig, so Taszman, und hinzu kämen die betörenden Bilder von Kameramann Łukasz Żal: „Sie funktionieren auch im historischen Kontext und tauchen vor allem Berlin und Paris in ganz unterschiedliches Licht. Farbe würde zu dieser so kontrastreichen Geschichte nicht passen. Das wäre einfach zu bunt.“
Adam Soboczynski von Zeit Online meint, Pawlikowski gelinge es, in nur 85 Minuten ein episches Panorama des Kalten Krieges anhand eines Paares zu entfalten, was ein Kunststück sei. Wie Ida sei Cold War in jenem leuchtend-prägnanten Schwarz-Weiß gedreht, das dem Geschehen auf den ersten Blick etwas Artifizielles, Konzentriertes und beinahe Kaltes verleiht, so Soboczynski. Dabei sei der Regisseur hemmungslos nostalgisch und lasse die untergegangene Ostblockwelt fast manisch präzise wiederauferstehen, so Soboczynski: „Damit sind nicht nur die Interieurs gemeint, nicht nur die Anzüge, die damals zuverlässig besser saßen als heute, nicht die riesigen Stalin-Plakate bei Auftritten der Tanz- und Gesangsgruppe, nicht die polnischen Teegläser mit den verzierten Metallhalterungen, nicht die existenziell-schwermütige Raucherei, es sind auch die Charaktere selbst, die nicht mehr in unsere Zeit passen, weil sie in dem Krieg, den man kalt nannte, zu hart, zu sehnsüchtig, zu verletzlich, zu gewalttätig, zu schroff und zu zärtlich sind.“ Die Schauspieler selbst schienen dabei einer anderen Epoche entsprungen, nicht nur die Figuren, die sie verkörpern, so Soboczynski weiter.
Stella Donata Haag, Forschungsreferentin an der Filmuniversität Babelsberg, schreibt im Tagesspiegel, Pawlikowskis Bilder seien im besten Sinne altmeisterlich und strahlten die Aura des Erhabenen aus: „Ruhig, klassisch zentral komponiert, und im schmalen Akademieformat ist ihnen ein Alltagsglamour zu eigen, der an den italienischen Neorealismus erinnert und an die Bildsprache des osteuropäischen Nachkriegskinos. Parallel zur immer komplizierteren Liebe werden auch die Bildkompositionen raffinierter. Als Wiktor und Zula auf der Premierenparty zum Paar werden und sich wegen des Ensemble-Erfolgs auch die Rolle der Musik zu ändern beginnt, setzt Pawlowski dies in einer statischen Szene um, einem Kabinettstück mit Spiegel im Hintergrund.“
Die weltweiten Einnahmen des Films aus Kinovorführungen belaufen sich auf knapp 20 Millionen US-Dollar. In Deutschland verzeichnet er bisher 100.495 Besucher.

### Auszeichnungen (Auswahl)
In Cannes wurde Paweł Pawlikowski für die beste Regie ausgezeichnet, beim Europäischen Filmpreis erhielt Cold War fünf Nominierungen und wurde unter anderem als bester europäischer Film ausgezeichnet.
Zudem wurde der Film bei der Oscarverleihung 2019 als Kandidat für Polen in der Kategorie Bester fremdsprachiger Film eingereicht und später von der Academy of Motion Picture Arts and Sciences in eine Shortlist aufgenommen. Im Folgenden eine Auswahl von Auszeichnungen und Nominierungen:
American Society of Cinematographers Awards 2019
- Auszeichnung für die Beste Kamera (Łukasz Żal)[23]

British Academy Film Awards 2019
- Nominierung als Bester nicht-englischsprachiger Film
- Nominierung für die Beste Regie (Paweł Pawlikowski)
- Nominierung für das Beste Originaldrehbuch (Janusz Glowacki und Paweł Pawlikowski)
- Nominierung für die Beste Kamera (Łukasz Żal)

British Independent Film Awards 2018
- Nominierung als Bester internationaler Independentfilm

César 2019
- Nominierung als Bester fremdsprachiger Film (Paweł Pawlikowski)[24]

Critics’ Choice Movie Awards 2019
- Nominierung als Bester fremdsprachiger Film[25]

Europäischer Filmpreis 2018
- Auszeichnung als Bester europäischer Film (Paweł Pawlikowski)
- Auszeichnung für die Beste Regie (Paweł Pawlikowski)
- Auszeichnung für das Beste Drehbuch (Paweł Pawlikowski)
- Auszeichnung als Beste Darstellerin (Joanna Kulig)
- Nominierung als Bester Darsteller (Tomasz Kot)
- Auszeichnung für den Besten Schnitt (Jarosław Kamiński)

Europäischer Filmpreis 2019
- Auszeichnung mit dem Publikumspreis – Bester Film

Festivals Internacional de Cine de San Sebastián 2018
- Nominierung für den FIPRESCI Prize – Film of the Year (Pawel Pawlikowski)

Film Festival Cologne 2018
- Auszeichnung mit dem Hollywood Reporter Award (Paweł Pawlikowski)[26]

Goya 2019
- Auszeichnung in der Kategorie Bester europäischer Film[27]

Guldbagge 2019
- Nominierung als Bester fremdsprachiger Film[28]

Internationale Filmfestspiele von Cannes 2018
- Auszeichnung für die Beste Regie (Paweł Pawlikowski)
- Nominierung für die Goldene Palme (Paweł Pawlikowski)

London Critics’ Circle Film Awards 2019
- Auszeichnung als Bester fremdsprachiger Film
- Auszeichnung für die Beste Kamera (Łukasz Żal)[29]

National Board of Review Awards 2018
- Auszeichnung als Bester fremdsprachiger Film[30]

National Society of Film Critics Awards 2019
- Runner-up in der Kategorie Bester fremdsprachiger Film
- Runner-up in der Kategorie Beste Kamera (Łukasz Żal)[31]

New York Film Critics Circle Awards 2018
- Auszeichnung als Bester fremdsprachiger Film

Online Film Critics Society Awards 2019
- Nominierung als Bester fremdsprachiger Film
- Nominierung für die Beste Kamera (Łukasz Żal)[32]

Oscarverleihung 2019
- Nominierung für die Beste Regie (Paweł Pawlikowski)
- Nominierung für die Beste Kamera (Łukasz Żal)
- Nominierung als Bester fremdsprachiger Film

Palm Springs International Film Festival 2019
- Nominierung als Bester fremdsprachiger Film für den FIPRESCI Prize (Paweł Pawlikowski)
- Nominierung für den Ricky Jay Magic of Cinema Award (Paweł Pawlikowski)
- Auszeichnung als Beste Schauspielerin in einem fremdsprachigen Film mit dem FIPRESCI Prize (Joanna Kulig)[33]

Polnischer Filmpreis 2018

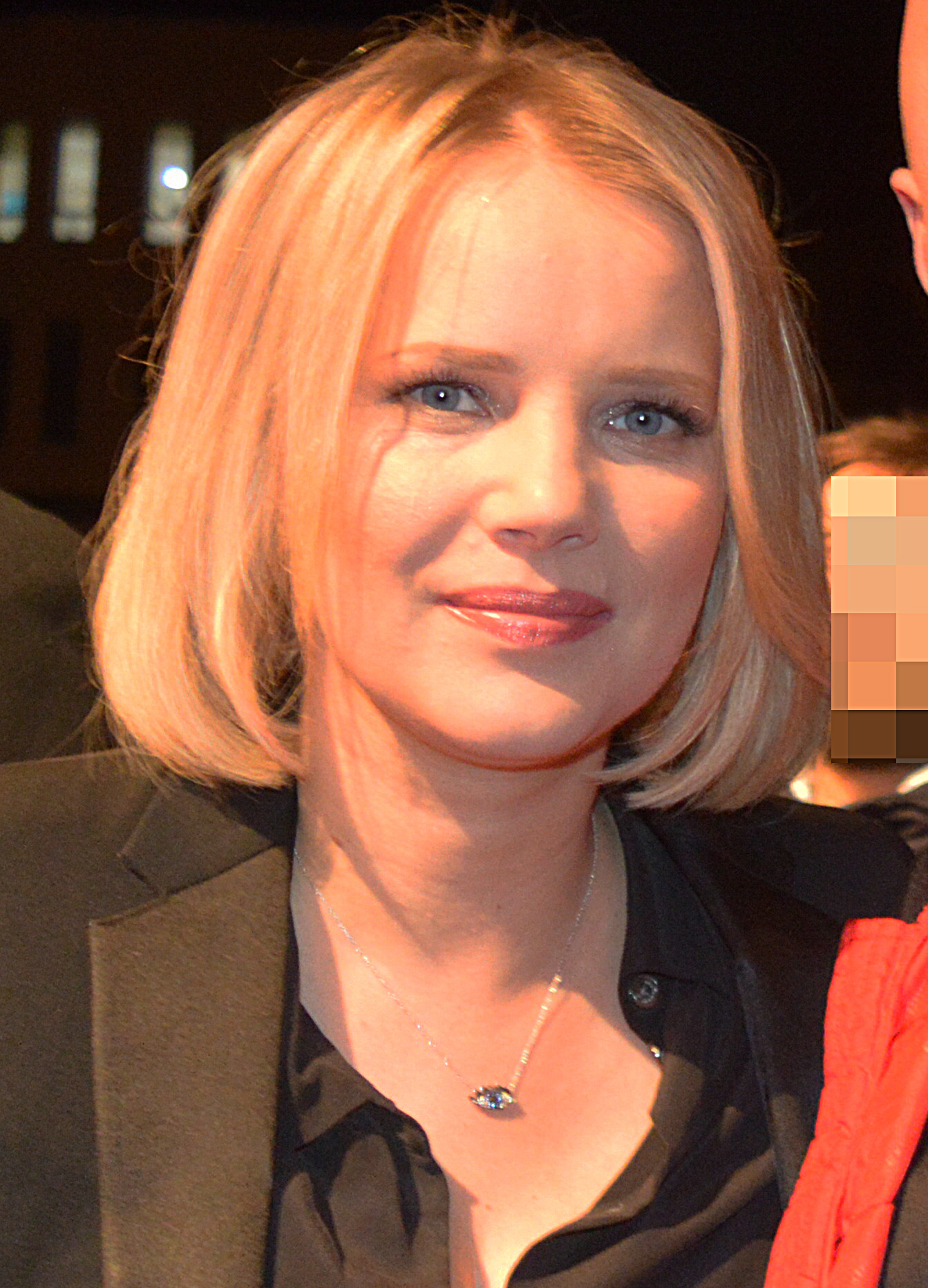
Beim Polnischen Filmpreises erhielt der Film 13 Nominierungen und wurde siebenfach ausgezeichnet, so Joanna Kulig als beste Hauptdarstellerin

- Auszeichnung als Bester Film (Paweł Pawlikowski)
- Auszeichnung für die Beste Regie (Paweł Pawlikowski)
- Auszeichnung für das Beste Drehbuch (Paweł Pawlikowski und Janusz Głowacki)
- Auszeichnung für die Beste Kamera (Łukasz Żal)
- Auszeichnung als Beste Hauptdarstellerin (Joanna Kulig)
- Nominierung als Bester Hauptdarsteller (Tomasz Kot)
- Nominierung als Beste Nebendarstellerin (Agata Kulesza)
- Nominierung als Bester Nebendarsteller (Borys Szyc)
- Auszeichnung für den Besten Schnitt (Jarosław Kamiński)
- Auszeichnung für den Besten Ton (Maciej Pawłowski und Mirosław Makowski)
- Nominierung für das Beste Szenenbild (Katarzyna Sobańska und Marcel Sławiński)
- Nominierung für die Besten Kostüme (Aleksandra Staszko)
- Nominierung für den Publikumspreis (Paweł Pawlikowski)[34]

Polnisches Filmfestival Gdynia 2018
- Auszeichnung für den Besten Schnitt (Jaroslaw Kaminski)
- Auszeichnung für den Besten Sound in einem Spielfilm (Maciej Pawłowski und Mirosław Makowski)
- Auszeichnung mit dem Golden Kangaroo als Bester Film (Paweł Pawlikowski)
- Auszeichnung mit dem Goldenen Löwen als Bester Film (Paweł Pawlikowski)

Satellite Awards 2018
- Nominierung als Bester internationaler Film
- Nominierung für die Beste Kamera (Łukasz Żal)

Toronto International Film Festival 2018
- Nominierung für den People’s Choice Award – Special Presentations (Paweł Pawlikowski)